# Борівське (Полтавський район)
Борівське́ —  село в Україні, у Великорублівській сільській громаді Полтавського району Полтавської області. Населення становить 12 осіб. До 2020 орган місцевого самоврядування — Милорадівська сільська рада.

## Географія
Село Борівське знаходиться за 2 км від села Милорадове. Навколо села великий лісовий масив урочище Борівське (сосна). По селу протікає сильно заболочений струмок з загатою.

## Населення

### Мова
Розподіл населення за рідною мовою за даними перепису 2001 року:
| Мова       | Кількість | Відсоток |
| ---------- | --------- | -------- |
| українська | 11        | 91.67%   |
| білоруська | 1         | 8.33%    |
| Усього     | 12        | 100%     |

## Історія
12 червня 2020 року, відповідно до розпорядження Кабінету Міністрів України № 721-р «Про визначення адміністративних центрів та затвердження територій територіальних громад Полтавської області», село увійшло до складу Великорублівської сільської громади.
19 липня 2020 року, в результаті адміністративно - територіальної реформи та ліквідації  Котелевського району, село увійшло до складу новоутвореного Полтавського району.